# 杰里·西格尔

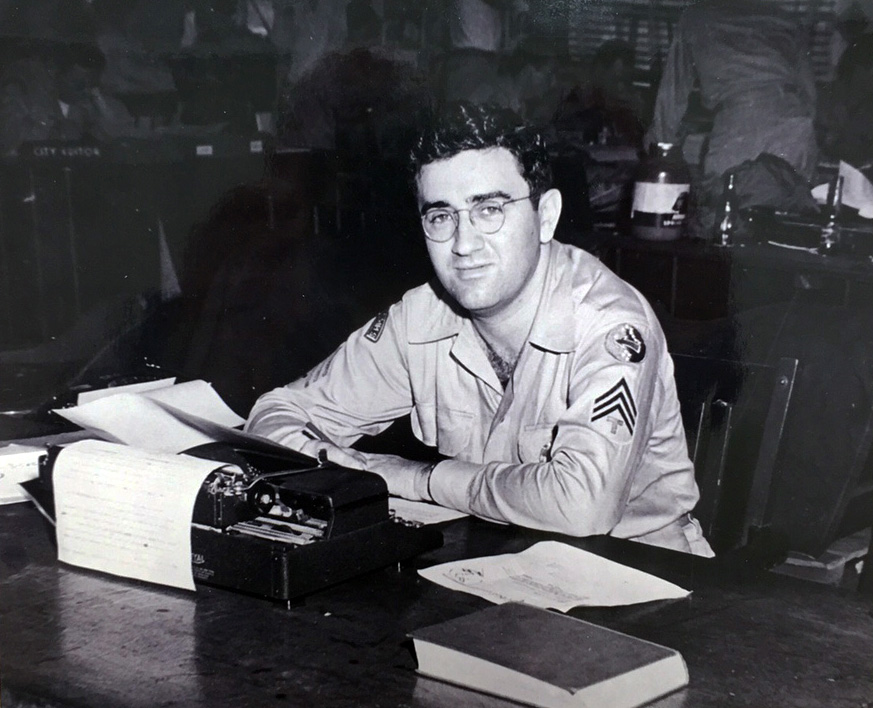
杰里·西格尔

杰里·西格尔（Jerome "Jerry" Siegel，1914年10月17日 - 1996年1月28日） 是一位美国漫画家，他与乔·舒斯特共同創作出DC漫畫的代表性超級英雄《超人》。西格尔还与其他人共同创作出「幽灵」。西格尔還创作出超级英雄军团中最早的十名成员。 他還另有喬·卡特（Joe Carter）與傑瑞·艾斯（Jerry Ess）等筆名。
1996年1月28日，西格尔因心肌梗死去世，終年81歲。 